# J.G. Swift MacNeill
John Gordon Swift MacNeill, född 11 mars 1849 i Dublin, död den 3 augusti 1926, var en irländsk jurist.
MacNeill blev advokat i sin hemstad 1876, var professor i statsrätt och straffrätt vid King's Inns i Dublin 1882–1888 samt blev 1909 professor i statsrätt vid Irlands nationella universitet. Macneill var 1887–1918 ledamot av underhuset och gjorde sig där känd som sarkastisk debattör och grundlärd auktoritet i fråga om konstitutionell praxis. Bland MacNeills skrifter märks The irish parliament (1885) och The constitutional and parliamentary history of Ireland (1918).